# Dolicheremaeus vilhenarum
Dolicheremaeus vilhenarum är en kvalsterart som först beskrevs av Balogh 1958.  Dolicheremaeus vilhenarum ingår i släktet Dolicheremaeus och familjen Tetracondylidae.

## Underarter
Arten delas in i följande underarter:
- D. v. vilhenarum
- D. v. barbatula